# Baron Dormer

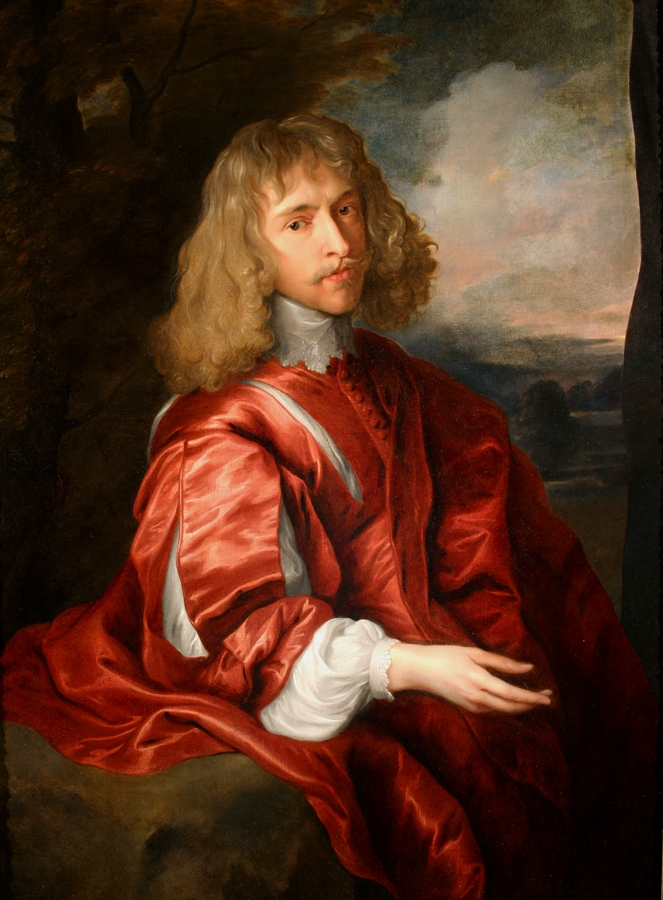
Robert Dormer, 1. Earl of Carnarvon, 2. Baron Dormer

Baron Dormer, of Wyng (auch of Wenge) in the County of Buckingham, ist ein erblicher britischer Adelstitel in der Peerage of England.

## Verleihung
Der Titel wurde am 30. Juni 1615 durch Letters Patent an Sir Robert Dormer, 1. Baronet, verliehen. Dieser war nur zwanzig Tage zuvor, am 10. Juni 1615, in der Baronetage of England zum Baronet, of Wing in the County of Buckingham, erhoben worden.
Sein Enkel und Erbe Robert Dormer, 2. Baron Dormer wurde 1628 auch zum Earl of Carnarvon und Viscount Ascot, in the County of Hertford, erhoben. Diese beiden Titel erloschen bereits beim Tod seines Sohnes, des 2. Earls, 1709.
Titelinhaber war bis zu seinem Tod im Mai 2016 dessen Nachfahre Geoffrey Dormer als 17. Baron.

## Liste der Barone Dormer (1615)
- Robert Dormer, 1. Baron Dormer (1551–1616)
- Robert Dormer, 1. Earl of Carnarvon, 2. Baron Dormer (1610–1643)
- Charles Dormer, 2. Earl of Carnarvon, 3. Baron Dormer (1632–1709)
- Rowland Dormer, 4. Baron Dormer (1651–1712)
- Charles Dormer, 5. Baron Dormer (1668–1728)
- Charles Dormer, 6. Baron Dormer (died 1761)
- John Dormer, 7. Baron Dormer (1691–1785)
- Charles Dormer, 8. Baron Dormer (1725–1804)
- Charles Dormer, 9. Baron Dormer (1753–1819)
- John Dormer, 10. Baron Dormer (1771–1826)
- Joseph Dormer, 11. Baron Dormer (1790–1871)
- John Dormer, 12. Baron Dormer (1830–1900)
- Roland Dormer, 13. Baron Dormer (1862–1920)
- Charles Dormer, 14. Baron Dormer (1864–1922)
- Charles Dormer, 15. Baron Dormer (1903–1975)
- Joseph Dormer, 16. Baron Dormer (1914–1995)
- Geoffrey Dormer, 17. Baron Dormer (1920–2016)
- William Dormer, 18. Baron Dormer (* 1960)

Voraussichtlicher Titelerbe (Heir apparent) ist der Sohn des aktuellen Titelinhabers, Hugo Dormer (* 1995).